# 462 Eriphyla
462 Eriphyla eller 1900 FQ är en asteroid i huvudbältet, som upptäcktes 22 oktober 1900 av den tyske astronomen Max Wolf i Heidelberg. Den har fått sitt namn efter Eriphyla i den grekiska mytologin.
Asteroiden har en diameter på ungefär 34 kilometer och den tillhör asteroidgruppen Koronis.